# Campionato Catarinense di pallavolo maschile
Il Campionato Catarinense è un torneo pallavolistico per squadre di club brasiliane dello stato di Santa Catarina, istituito dalla Federazione pallavolistica di Santa Catarina.

## Albo d'oro
| Anno          | Podio                | Podio                | Podio                |
| Campione      | Seconda              | Terza                |                      |
| ------------- | -------------------- | -------------------- | -------------------- |
| ?-1997        | Dati non disponibili | Dati non disponibili | Dati non disponibili |
| 1998 Dettagli | ?                    | Santa Catarina       | ?                    |
| 1999 Dettagli | ?                    | Santa Catarina       | ?                    |
| 2000 Dettagli | Unisul               | ?                    | ?                    |
| 2001 Dettagli | Unisul               | ?                    | ?                    |
| 2002 Dettagli | Unisul               | ?                    | ?                    |
| 2003 Dettagli | Unisul               | ?                    | ?                    |
| 2004 Dettagli | Unisul               | Santa Catarina       | Barão                |
| 2005 Dettagli | Unisul               | Cimed                | Bom Jesus            |
| 2006 Dettagli | Cimed                | Unisul               | Barão                |
| 2007 Dettagli | Unisul               | Cimed                | Blumenau             |
| 2008 Dettagli | Cimed                | Unisul               | Blumenau             |
| 2009 Dettagli | Cimed                | Blumenau             | APROV                |
| 2010 Dettagli | Cimed                | Blumenau             | APROV                |
| 2011 Dettagli | Cimed                | Blumenau             | APROV                |
| 2012 Dettagli | Floripa              | APROV                | Blumenau             |
| 2013 Dettagli | APROV                | Floripa              | Içara                |
| 2014 Dettagli | APROV                | Içara                | Itajaí               |
| 2015 Dettagli | APAN                 | APROV                | -                    |
| 2016          | Non disputato        | Non disputato        | Non disputato        |
| 2017 Dettagli | APAN                 | Terra Firme          | Verde Vale           |
| 2018 Dettagli | APAN                 | Terra Firme          | -                    |
| 2019 Dettagli | APAN                 | Terra Firme          | Itajaí               |
| 2020          | Non disputato        | Non disputato        | Non disputato        |
| 2021 Dettagli | APAN                 | APROV                | Timbó                |
| 2022 Dettagli | APAN                 | Norte Catarinense    | Timbó                |
| 2023 Dettagli | Norte Catarinense    | APAN                 | ?                    |
| 2024 Dettagli | Norte Catarinense    | APAN                 | APROV                |

## Palmarès
| Squadra           | Titolo | Edizione                                 |
| ----------------- | ------ | ---------------------------------------- |
| Unisul            | 7      | 2000, 2001, 2002, 2003, 2004, 2005, 2007 |
| Floripa           | 6      | 2006, 2008, 2009, 2010, 2011, 2012       |
| APAN              | 6      | 2015, 2017, 2018, 2019, 2021, 2022       |
| APROV             | 2      | 2013, 2014                               |
| Norte Catarinense | 2      | 2023, 2024                               |